# بروس بنت
بروس بنت (انگلیسی: Bruce Bennett؛ ۱۹ مهٔ ۱۹۰۶ – ۲۴ فوریهٔ ۲۰۰۷) با نام کامل «هارولد هرمان بریکس» یا «هرمان بریکس» یک هنرپیشه اهل ایالات متحده آمریکا که بین سال های ۱۹۳۱–۷۳ و ۱۹۸۰ مشغول به فعالیت بود.
وی نهمین بازیگر نقش تارزان در سینماست و دارندهٔ مدال نقرهٔ المپیک در رشته «پرتاب وزنه» در سال ۱۹۲۸ است.
از فیلم‌ها یا برنامه‌های تلویزیونی که وی در آن نقش داشته است می‌توان به ماجراهای جدید تارزان، گنج‌های سیرا مادره، گذرگاه تاریک، خیابان راز و زندگی ربوده‌شده اشاره کرد.